# シュリニヴァス・クルカルニ
シュリニヴァス・クルカルニ（Shrinivas Kulkarni、1956年10月4日 - ）はインド生まれで、アメリカ合衆国で研究している天文学者である。現在カリフォルニア工科大学の天文学と惑星科学の教授をしており、同大学の光学天文台長でもある。パロマー天文台やケック天文台等などの運営にもあたっている。 ADSによれば、2015年末までに約480の論文を発表しており、そのうち63はネイチャーのレター、7はサイエンスのレターという業績をあげた。

## 来歴
マハラシュトラ州南部のクルンドワード町で生まれ、初等教育から高等教育までをカルナータカ州北部の町フッバリ(Hubbali:旧名は Hubli )市で受け、インド工科大学デリー校で1978年に修士号、カリフォルニア大学バークレー校で1983年に博士号を得、1987年からカリフォルニア工科大学の教授をしている。
カリフォルニア工科大学のサイトによると2015年末までに64人の若い科学者を指導した。2009年からは Infosys 科学財団による Infosys Science賞の物理部門の審査員長を務めている。

## 主な発見
ADSによれば、星間物質、パルサー、軟ガンマ線リピーター、ガンマ線バースト、褐色矮星、と可視光で激変する天体の六分野で研究をし、そのうち五つで新研究分野の開拓の端緒となる発見をして天文学の研究に貢献してきた。
彼の研究活動は電波天文学から始まった。カール・ハイルスに師事し、星間物質を使った銀河系の研究をして博士号を得た。ハイルスとの連名のレビューは、この分野の古典的著作として評価されている。
1982年には、ドナルド・バッカーらと共に世界最初のミリ秒パルサー PSR B1937+21を発見した。1986年、カリフォルニア工科大学でミリカン・フェローだった時に、パルサーの伴星である白色矮星を可視光で発見することに成功した。また、1987年にはスーパーコンピュータを使って世界最初の球状星団のミリ秒パルサーの発見に貢献した。他にもパルサーの分野では多くの論文を書いている。
1993年にはNRAOのデール・フレイルと宇宙科学研究所の村上敏雄らと協力して軟ガンマ線リピーターSGR 1806-20が超新星残骸の中にある中性子星であることを証明した。この発見はのちに軟ガンマ線リピーターの正体が極めて磁力の強い中性子星であるマグネターであるという理解をもたらした。
1997年にはNRAO-カルフォルニア工科大学のグループを率いて、光学望遠鏡での分光分析によってガンマ線バーストが銀河系の外にあることを証明した。その他にもガンマ線バーストについてはヤン・ファン・パラダイス の率いるヨーロッパのチームと共に多くの研究論文を出し、この分野の研究に貢献した。
1994年には、中嶋紀らと共に赤色矮星グリーゼ229を周回する褐色矮星グリーゼ229B を発見した。温度、質量、光度、メタンの存在などから史上初めて疑う余地のない褐色矮星だった。
2009年以降
クルカルニの率いたパロマー・トランジエント・ファクトリーを使って、極超新星や高輝度赤色新星等が発見され、それまで知られていた古典的な新星（classic nova）、熱核融合型超新星（thermonuclear supernova: 主にIa型）、内核崩壊型超新星（core-collapse supernova: Ib, Ic, II型）以外の新しいグループの天体爆発の存在を示し、この分野の研究の活性化に貢献した。

## 栄誉・受賞歴
世界4カ国のアカデミーのメンバーで、2001年に英国の王立協会フェロー選出
、
2003年に米国科学アカデミーの会員に、2012年にインド科学アカデミー(Indian Academy of Sciences)の名誉会員、及び2016年にオランダ王立芸術科学アカデミーの外国会員に選ばれている。 
1992年に米国国立科学財団から、アラン・T・ウォーターマン賞、1991年に米国天文学会からヘレン・B・ワーナー賞、2002年にジャンスキー賞、2017年にダン・デイヴィッド賞等、2024年ショウ賞天文学部門など、多数の賞を受賞した。